# 红花青藤
红花青藤（学名：Illigera rhodantha），为莲叶桐科青藤属下的一个植物种。